# Guvernul Franței
Guvernul francez (franceză gouvernement français) este unul dintre principalele organe ale puterii executive în Franța. El determină și conduce politica țării. 

## Compoziție
Toți membrii guvernului sunt numiți de către Președinte la propunerea Primului Ministru. Există mai multe categorii de membri ai guvernului: Miniștri de stat (franceză: ministres d'État, miniștri, miniștri delegați (franceză: ministres délégués) și secretari de stat(franceză:secrétaires d'État). Actualmente, miniștrii de stat nu se disting de ceilalți miniștri decât din motive de protocol. Miniștrii delegați pot fi atașați unui minister, primului ministru sau pot fi autonomi. Secretarii de stat, contrar miniștrilor, nu participă decât ocazional la ședințele consiliului de miniștri.
Funcția de ministru este incompatibilă cu o serie de alte activități profesionale cum ar fi activități private, majoritatea funcțiilor politice precum și mandatul parlamentar. Această interdicție de cumul se datorează evitării posibilității ca un ministru să fie influențat de presiuni exterioare și de a le permite astfel să se consacre pe deplin muncii guvernamentale.

## Atribuții și Funcționare
Conform Constituției Franței, rolul guvernului este de a determina și de a conduce politica națiunii. Definirea politicilor și obiectivelor guvernamentale se traduce în practică prin redactarea proiectelor de legi și a decretelor. Fiecare politică trebuie să se înscrie, mai devreme sau mai târziu, într-un text juridic. Toate proiectele de legi precum și anumite tipuri de decrete trebuie să fie adoptate de consiliul de miniștri. În cadrul acestuia guvernul definește orientarea politicii sale și ia măsurile esențiale destinate punerii acesteia în practică. Forțele de execuție de care dispune guvernul sunt armata și administrația. 
Solidaritatea și colegialitatea muncii guvernamentale este exprimată de ședințele regulate ce au loc în fiecare miercuri dimineață sub conducerea Președintelui. Esențialul muncii guvernamentale se desfășoară însă în cadrul fiecărui minister și în cadrul grupurilor de lucru dedicate ce reunesc reprezentanți ai mai multor ministere.

## Vezi și
- Prim-ministrul Franței
- Alegeri în Franța
- Politica Franței